# Lane Taylor
Lane Dominick Taylor (Arlington, 22 novembre 1989) è un giocatore di football americano statunitense che milita nel ruolo di offensive guard per gli Houston Texans della National Football League (NFL).

## Carriera

### Green Bay Packers
Dopo non essere stato scelto nel Draft NFL 2013, Taylor firmò con i Green Bay Packers il 10 maggio. Nella sua stagione da rookie disputò 10 partite, giocando principalmente negli special team.
Taylor nella sua seconda stagione disputò tutte le 16 partite, giocando sia come guardia destra che sul lato sinistro.
Nel 2015, Taylor disputò la prima gara come titolare contro i Detroit Lions nella settimana 13 sul lato destro. La seconda fu contro i Minnesota Vikings a sinistra nella settimana 17. Il giornalista di ESPN Rob Demovsky descrisse le prestazioni di Taylor in entrambe le partite come "quasi perfette".
L'8 marzo 2016, Taylor firmò un rinnovo biennale del valore di 4,15 milioni di dollari con i Packers.
Il 4 settembre 2017, Taylor firmò un nuovo contratto triennale del valore di 16,5 dopo che nella stagione precedente aveva disputato tutte le 16 partite come titolare.
Il 21 settembre 2019, Taylor fu inserito in lista infortunati per un infortunio al bicipite.
Taylor iniziò la stagione 2020 come guardia destra titolare ma si infortunò immediatamente al ginocchio nel primo turno. Il 22 settembre fu inserito in lista infortunati.

### Houston Texans
Il 16 aprile 2021 Taylor firmò con gli Houston Texans.